# Accès à l'eau potable
 (janvier 2022).
Si vous disposez d'ouvrages ou d'articles de référence ou si vous connaissez des sites web de qualité traitant du thème abordé ici, merci de compléter l'article en donnant les références utiles à sa vérifiabilité et en les liant à la section « Notes et références ».

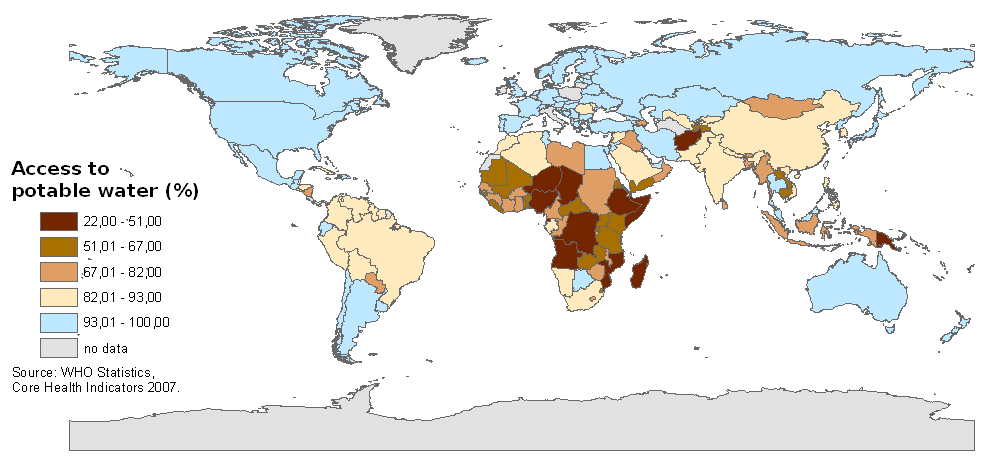
Part de la population ayant accès à l'eau potable en 2007.

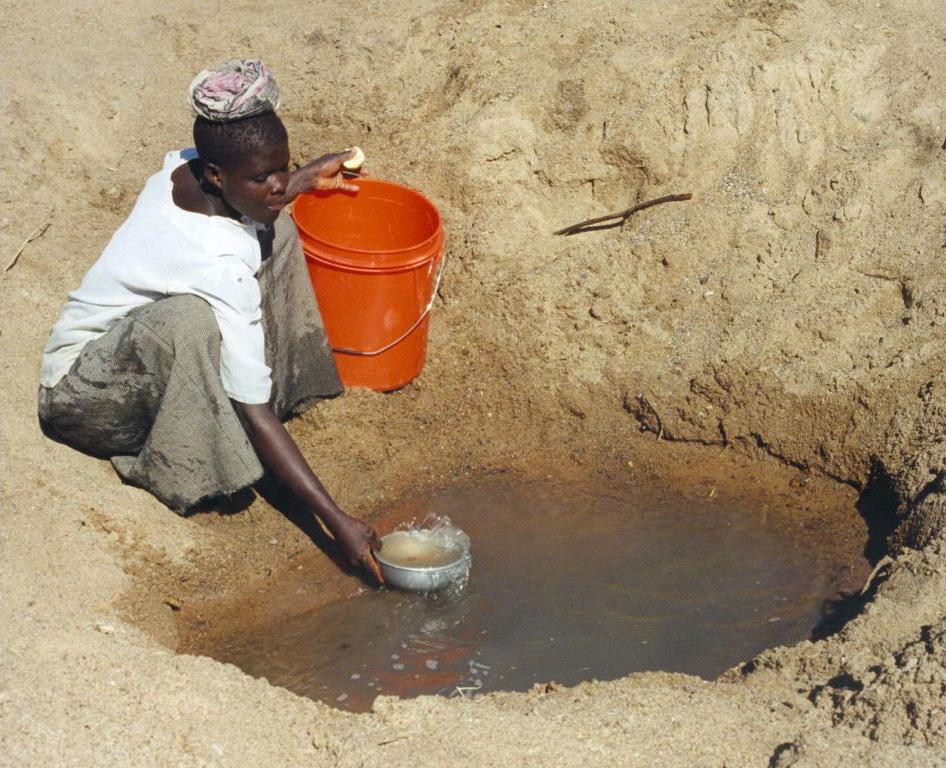

L'accès à l'eau potable est un indicateur représentant la part de la population disposant d'un accès raisonnable à une quantité adéquate d'eau potable. Selon l'OMS, la quantité adéquate d'eau potable représente au minimum 20 litres d'eau par habitant et par jour tandis qu'on entend généralement par « accès raisonnable » une eau potable disponible à moins de quinze minutes de marche,.
En 2023, 2 milliards d'habitants n'ont pas accès à l'eau potable.

## Phases
L'accès à l'eau potable peut techniquement être séparé en plusieurs phases qui seront parcourues par une goutte d'eau de la ressource d'eau au consommateur, puis au renvoi de cette eau consommée (l'eau usée) dans l'environnement. À cela se rajoutent de plus en plus souvent des phases « sociales » visant une utilisation rationnelle, l'éducation à l'hygiène et l'exploitation durable des moyens d'accès et éventuellement de la ressource.
Ces phases techniques pourraient être définies comme les suivantes :
- la protection et l'exploitation de la ressource (eau météorique, eau de surface ou eau souterraine) ;
- l'éventuel relevage hydraulique de cette eau vers un point haut ;
- l'éventuel traitement en vue de rendre l'eau conforme à des normes de potabilité ;
- l'éventuelle mise en réserve de l'eau, par exemple dans un château d'eau ;
- l'éventuelle conduite du point haut jusqu'au consommateur ;
- et enfin une réflexion sur le rejet de l'eau consommée, qui ne devrait en aucune manière contaminer l'environnement.

Selon le contexte géographique et social, l'approche du problème de l'accès à l'eau potable varie beaucoup. Dans un cas idéal l'eau est disponible facilement, sûrement, et est d'excellente qualité - c'est en gros le cas des réseaux modernes. Cependant dans de nombreux cas partout dans le monde l'eau peut n'être disponible qu'en quantité réduite, temporairement durant la saison humide, elle est de mauvaise qualité, et se trouve à plusieurs heures du lieu de résidence du consommateur. Le problème inverse constitue à dire que là ou l'eau n'est pas accessible, l'humain ne peut s'installer ou survivre.
Depuis le 28 juillet 2010, l'accès à l'eau potable est reconnu comme un droit fondamental par l'ONU. L'ONU a reconnu que l'accès à une eau potable propre et de qualité et à des installations sanitaires est un droit humain et demande l'aide technologique et financière des États membres.

## Statistiques
On estime que 884 millions de personnes dans le monde n'ont pas accès à l'eau améliorée en 2010, c'est-à-dire que cette eau est également utilisée par les animaux. Au total, 2,6 millions de personnes meurent chaque année en raison des maladies liées à l’eau et à un environnement insalubre.
La proportion de la population mondiale ayant accès à de l'eau salubre est passée de 83 % en 2000 à 87 % en 2008, tandis que l'accès à des systèmes d'assainissement a augmenté de 58 % à 61 %. La population passant de 6 à 7 milliards de personnes entre-temps.
En 2020, selon l'UNICEF, trois quarts des habitants de la planète disposent d'un accès à un système sécurisé d'eau potable. L'accès à l'eau potable est décliné en cinq niveaux : 5,8 milliards de personnes ont accès à une source sécurisée et 2 milliards disposent d'un accès de base ; en revanche, 771 millions de personnes sont dépourvues d'un accès même basique, dont 282 dépendent d'un approvisionnement limité et 122 millions puisent de l'eau directement depuis la surface. En outre, les données reflètent des inégalités criantes, car les restrictions touchent davantage les populations rurales et démunies. Dans la majorité des pays, puiser et porter l'eau échoit principalement aux femmes et aux filles.

### Statistiques en Afrique

#### Cas de Madagascar
À Madagascar, la distribution de l'eau potable est très mal répartie. Les habitants des milieux urbains en bénéficient beaucoup plus (56,17
%) que ceux des milieux ruraux (38,15%). Malgré l'effort mené pour l'adduction d'eau potable, les résultats restent loin d'être satisfaisants : en 2010, le pourcentage de population desservie en eau potable est de l'ordre 42,63%.